# Czajka (Beskid Śląski)
Czajka (571 m n.p.m.) – szczyt w Paśmie Stożka i Czantorii w Beskidzie Śląskim, w całości na terenie miasta Wisły w województwie śląskim, powiecie cieszyńskim.
Jest to dość kształtna, stożkowata góra, stanowiąca zakończenie grzbietu opadającego od Wierchu Skalnitego w kierunku północnym, w widły Wisły i potoku Jawornik. Prawie w całości zalesiona, jedynie w dolnych partiach południowo-wschodnich stoków polany, na które wspinają się zabudowania wiślańskiego Osiedla Zdejszy.

## Szlak turystyczny
Wschodnim stokiem Czajki prowadzi zielony szlak turystyczny na główny grzbiet Pasma Stożka Czantorii, gdzie łączy się z innymi szlakami.
 Wisła, dworzec PKs – Wierch Skalnity – Józefula – Przełącz – Schronisko turystyczne na Soszowie Wielkim. Odległość 8,5 km, suma podejść 470 m, czas przejścia 3:40 godz., z powrotem 2:30 godz.